# Hesperapis micheneri
Hesperapis micheneri là một loài ong trong họ Melittidae. Loài này được Michez miêu tả khoa học đầu tiên năm 2007.